# ERS 12
Environmental Research Satellites 12 (ang. badawczy satelita środowiskowy) – również: Tetrahedron Research Satellite 12 (ang. czworościenny satelita środowiskowy) – amerykański wojskowy satelita naukowy lub technologiczny. Wyniesiony wraz z satelitami Vela 1A i Vela 1B.
Satelita prowadził badania wpływu promieniowania kosmicznego na ogniwa słoneczne.
Spłonął w atmosferze ziemskiej 5 lutego 1966.